# Bonifaci i Aglaida de Roma
Bonifaci de Tars i Aglaida de Roma foren dos personatges, probablement llegendaris, convertits al cristianisme. Són venerats com a sants per diverses confessions cristianes.

## Llegenda

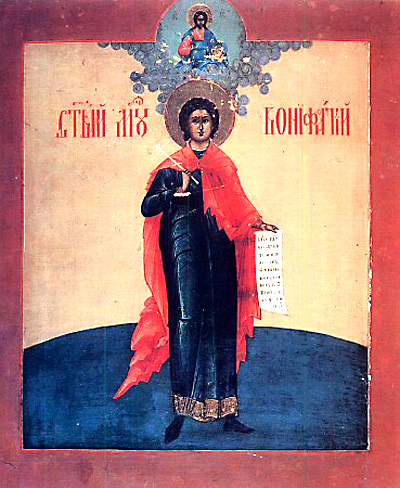
Icona oriental amb Bonifaci de Tars

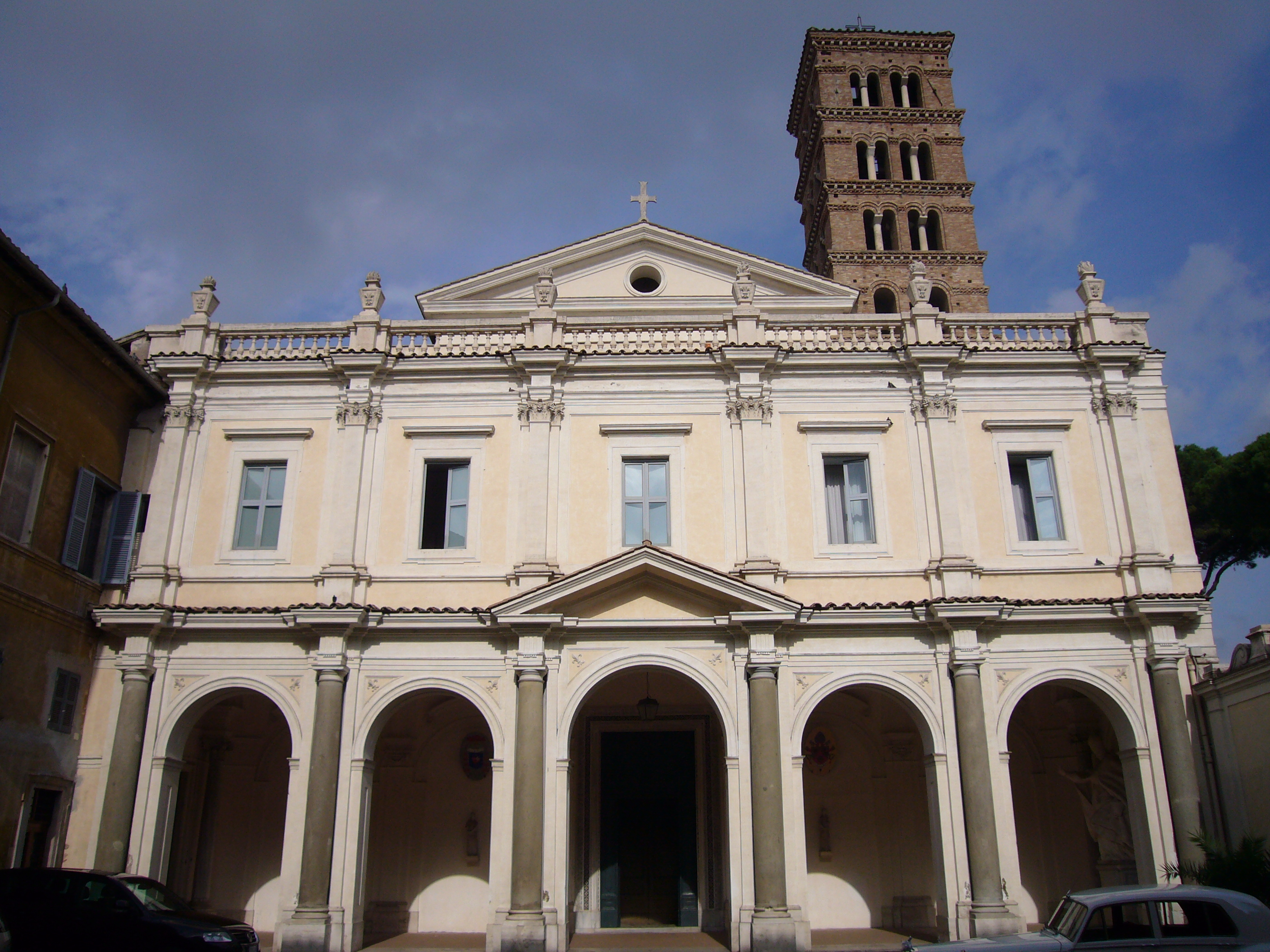
Església dels Sants Bonifaci i Aleix (Roma)

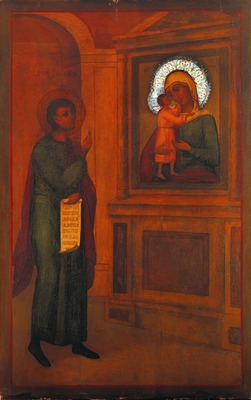
Bonifaci de Roma o de Tars, icona russa del s. XIX

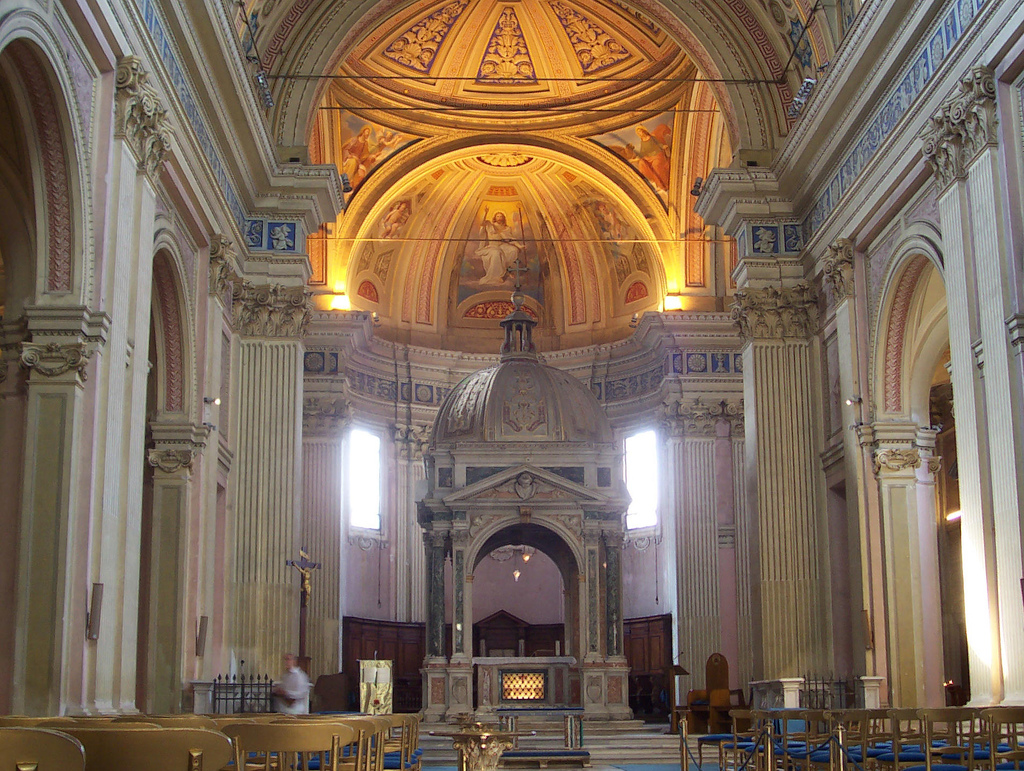
Interior de l'església de Roma; a l'altar, relíquies dels sants

La seva història està envoltada de llegendes inversemblants, que poden basar-se en la figura real d'un màrtir, sense més. Els detalls de la seva vida són, doncs, desconeguts.
Nascut a Tars, Bonifaci era intendent de la matrona Aglaé o Aglaida, de Roma; tots dos duien una vida llicenciosa a Roma fins que, sobtadament, es van penedir i van fer-se cristians. Bonifaci va fer una peregrinació a Terra Santa per recollir relíquies dels sants i portar-les. En tornar, Bonifaci passà per Tars i va trobar que havia començat una persecució als cristians, i Bonifaci va encoratjar una vintena d'ells que estaven essent jutjats a perseverar en la seva fe. Ell mateix es proclamà cristià i va increpar el jutge, Simplici, que el va empresonar i el va fer decapitar poc després.
El seu cos embalsamat fou enviat pels criats que l'acompanyaven a Roma, a la seva mestressa, que el va fer enterrar a un oratori a la rodalia de Roma. Aglaida repartí la seva fortuna entre els necessitats i es retirà a un convent, on visqué durant divuit anys.

## Veneració
El lloc d'enterrament de Bonifaci, a l'Aventí, esdevingué l'església dels Santi Bonifacio e Alessio. En 1603 hi foren trobades unes restes que se suposà que eren les del sant màrtir.
Tot i que suposadament havia mort el 306, no es coneix el seu culte fins al segle ix, i les actes són d'aquest moment, la qual cosa fa dubtar molt de la seva existència real.
L'Església Ortodoxa celebra els dos sants el 19 de desembre com a el màrtir Bonifaci de Tars en Cilícia i la justa Aglaida de Roma. L'Església Catòlica els inclogué al calendari de sants al segle xii, amb commemoració el 14 de maig. El 1969, però, en considerar-se fabulosa la història, foren retirats del calendari de sants.